# Reichs-Bruckner-Orchester (Linz)
Das Reichs-Bruckner-Orchester war von 1942 bis 1945 ein Reichsorchester des Großdeutschen Rundfunks in Linz. Besonders verpflichtet war es dem sinfonischen Werk von Anton Bruckner.

## Geschichte
Adolf Hitler wollte die „Führerstadt Linz“ zum kulturellen Zentrum Europas ausbauen. In die Auseinandersetzungen um das Städtische Orchester und das Theaterorchester von Linz stieß er 1942 mit der Gründung des dritten Linzer Orchesters, das nach dem Zweiten Weltkrieg als Rundfunkorchester für den neuen „Reichssender St. Florian“ fungieren sollte. Herangezogen wurden Musiker des Linzer Symphonieorchesters und verschiedener Rundfunkorchester aus dem Deutschen Reich 1933 bis 1945. Wie das Symphonieorchester seit 1940 stand das Bruckner-Orchester unter der Leitung von Georg Ludwig Jochum. Nach einer einjährigen Einspielphase präsentierte sich das Orchester am 20. April 1943 (Hitlers 54. Geburtstag) erstmals der Öffentlichkeit. Ein Jahr später wünschte Hitler die Bezeichnung Linzer Reichs-Bruckner-Orchester des Deutschen Rundfunks.
Zu den Aufgaben des Orchesters schrieb der Gauleiter August Eigruber am 22. Februar 1944:

„Das Bruckner-Orchester wird als zukünftige Aufgabe die Bestreitung der synphonischen [!] Musik des Großdeutschen Rundfunks übertragen erhalten, dann die Brucknerfeste bestreiten und als Orchester des Reiches eine größere Anzahl von Gastkonzerten im In- und Ausland geben und nur fallweise der Stadt Linz als Synphonieorchester [!] zur Verfügung stehen.“

Im besetzten Nachkriegsösterreich wurde das RBO vom Hochkommissar der US-amerikanischen Besatzungstruppen aufgelöst.

### Gastdirigenten
Gastdirigenten waren Clemens Krauss, Hans Knappertsbusch und andere. Im Juli 1944 führte Herbert von Karajan mit dem RBO die 8. Sinfonie (Bruckner) auf, die er gerade mit der Staatskapelle Berlin für den Berliner Rundfunk aufgenommen hatte. Zwar schon berühmt, aber eher unbeschäftigt, bemühte er sich um Aufträge des RBO. Er konnte sich auch Hoffnungen auf die Übernahme machen, weil Robert Haas ihn für den „derzeit besten Bruckner-Dirigenten“ hielt; aber Joseph Goebbels hatte jede entbehrlich scheinende Kulturförderung eingestellt.

### Orchestermitglieder
- Franz Hammerla, Klarinettist
- Friedhelm Döhler, Hornist
- Herbert Schimmelpfennig, 1. Violinist

### Reichs-Bruckner-Chor
Zum Reichs-Bruckner-Orchester gehörte auch der Reichs-Bruckner-Chor. Heinrich Glasmeier, Reichsintendant des deutschen Rundfunks, war von Hitler persönlich beauftragt worden, im Stift St. Florian eine Bruckner-Weihestätte aufzubauen. Die Mitglieder von Orchester und Chor wurden feierlich am Sarkophag Bruckners vereidigt. Für die Leitung des Chores wurde Thomaskantor Günther Ramin engagiert. Der Chor setzte sich zusammen aus den inzwischen aufgelösten Rundfunkchören, vor allem des Reichssenders Leipzig. Die ersten Konzerte bestritt der Bruckner-Chor in Leipzig unter Leitung von Ramin. Kurz bevor der Chor im April 1944 nach St. Florian übersiedelte, legte Ramin sein Amt nieder. Sein Nachfolger wurde Michael Schneider. Bis zur Kapitulation wurde der Chor fast nur noch für Wehrmachts- und Lazarettkonzerte eingesetzt. 